# Светлозар Желев
Светлозар Танев Желев е активист в областта на съвременната литература и книгоиздаване.

## Биография и творчество
Роден е през 1974 г. в Ямбол. Завършва математическа гимназия. Следва история в Софийския университет и корпоративен мениджмънт в Оупън юнивърсити, Лондон.
Съучредител е на фондация „Елизабет Костова“ и главен редактор на първите 6 броя на сп. „Гранта“ – България.
Светлозар Желев е работил в издателствата „Сиела“ и „Колибри“ – в първото за 15 години, от които 9 е главен редактор.
Член на Управителния съвет на Фондация „Програма Достъп до информация“ (декември 2006 – март 2013). както и на Обществения съвет към министъра на културата на Република България (от 2014).
Член на Обществения съвет на Националната библиотека „Св. св. Кирил и Методий“ (от декември 2017).
От създаването му през 2015 г. до октомври 2016 г. е директор на Националния център за книгата към НДК.
От лятото на 2017 г. е участник в създаването и редактор на отдел „Литература“ в списанието за изкуство и култура „Артизанин“.
От февруари 2018 г. до лятото на 2019 г. работи в Българската национална телевизия. От септември 2018 г. е водещ на рубриката „Литературен гид“ в рамките на предаването „Библиотеката“ по БНТ.